# Charophyceae familia incertae sedis
Charophyceae familia incertae sedis, obuhvaća dva fosilna  roda s tri vrste parožina (jedan monotipski) čija uža pripadnost unutar razreda Charophyceae još nije utvrđena.

## Rodovi
1. Marenita Korde, 2 vrste
2. Tschichatschevia Vologdin 1 vrsta